# Phthiracarus dominiaki
Phthiracarus dominiaki är en kvalsterart som beskrevs av Wojciech Niedbała 1984. Phthiracarus dominiaki ingår i släktet Phthiracarus och familjen Phthiracaridae. Inga underarter finns listade i Catalogue of Life.